# Achranoxia transaralica
Achranoxia transaralica är en skalbaggsart som beskrevs av Semenov-tian-shanskii och Medvedev 1936. Achranoxia transaralica ingår i släktet Achranoxia och familjen Melolonthidae. Inga underarter finns listade i Catalogue of Life.